# Multihoming
Il multihoming è la pratica di connettere un host o una rete di computer a più di una rete. Questo può essere fatto per aumentare l'affidabilità o le prestazioni.
Una tipica rete host o utente finale è connessa a una sola rete. In molte circostanze, può essere utile connettere un host o una rete a più reti, al fine di aumentare l'affidabilità (se un singolo collegamento fallisce, i pacchetti possono comunque essere instradati attraverso le restanti reti) e migliorare le prestazioni (a seconda della destinazione, potrebbe essere più efficiente instradare attraverso una rete o l'altra).
| Controllo di autorità | LCCN (EN) sh2018001571 · J9U (EN, HE) 987012575038005171 |